# Región del Mar Rojo Septentrional
Semienawi Kayih Bahri (Mar Rojo Norte) es una región (zoba) de Eritrea. Su capital es Massawa y tiene una superficie de unos 27.800 km². Su población es de aproximadamente 608.000 habitantes.